# کلیال بهاینسی
کلیال بهاینسی (به انگلیسی: Kalyal Bhainsi) یک منطقهٔ مسکونی در پاکستان است که در کشمیر آزاد واقع شده‌است.